# Campionato mondiale giovanile di scherma 1989
Il Campionato mondiale juniores di scherma del 1989 ("1989 World Juniors Fencing Championships") è stato organizzato dalla Federazione internazionale della scherma e si è svolto a Atene in Grecia dal 23 al 27 aprile.
Nel fioretto, si sono aggiudicati i titoli del campionato mondiale il cinese Chong Ye, che ha battuto in finale il tedesco Thomas Endres, e l'italiana Giovanna Trillini che ha avuto la meglio sull'italiana Diana Bianchedi.
Nella spada il sovietico Oleg Skorobogatov ha battuto in finale il tedesco Ulrich Ketzer, ottenendo il titolo mondiale juniores maschile, mentre tra le donne la magiara Ildikó Mincza-Nébald ha superato la francese Sylvia Lecrigny.
Nella sciabola l'ucraino Vadym Guttsayt prevale sul tedesco Steffen Wiesinger.

## Podi

### Uomini
| Specialità  | Oro               | Argento           | Bronzo                              |
| Individuali |                   |                   |                                     |
| Fioretto    | Chong Ye          | Thomas Endres     | Fabio Di Russo Uwe Römer            |
| Spada       | Oleg Skorobogatov | Ulrich Ketzer     | Aleksandr Beketov Stephane Beaumont |
| Sciabola    | Vadym Guttsayt    | Steffen Wiesinger | Tonhi Terenzi Laurent Couderc       |

### Donne
| Specialità  | Oro                  | Argento         | Bronzo                    |
| Individuali |                      |                 |                           |
| Fioretto    | Giovanna Trillini    | Diana Bianchedi | Aihua Xiao Agnieszka Dzik |
| Spada       | Ildikó Mincza-Nébald | Sylvia Lecrigny | Diana Eoery Jing Yan      |

## Medagliere
| Pos.   | Nazione          | Oro | Argento | Bronzo | Totale |
| ------ | ---------------- | --- | ------- | ------ | ------ |
| 1      | Unione Sovietica | 2   | 0       | 1      | 3      |
| 2      | Italia           | 1   | 1       | 2      | 4      |
| 3      | Cina             | 1   | 0       | 2      | 3      |
| 4      | Ungheria         | 1   | 0       | 1      | 2      |
| 5      | Ucraina          | 1   | 0       | 0      | 1      |
| 6      | Germania         | 0   | 3       | 1      | 4      |
| 7      | Francia          | 0   | 1       | 2      | 3      |
| 8      | Polonia          | 0   | 0       | 1      | 1      |
| Totale | Totale           | 5   | 5       | 10     | 20     |